# Cafta

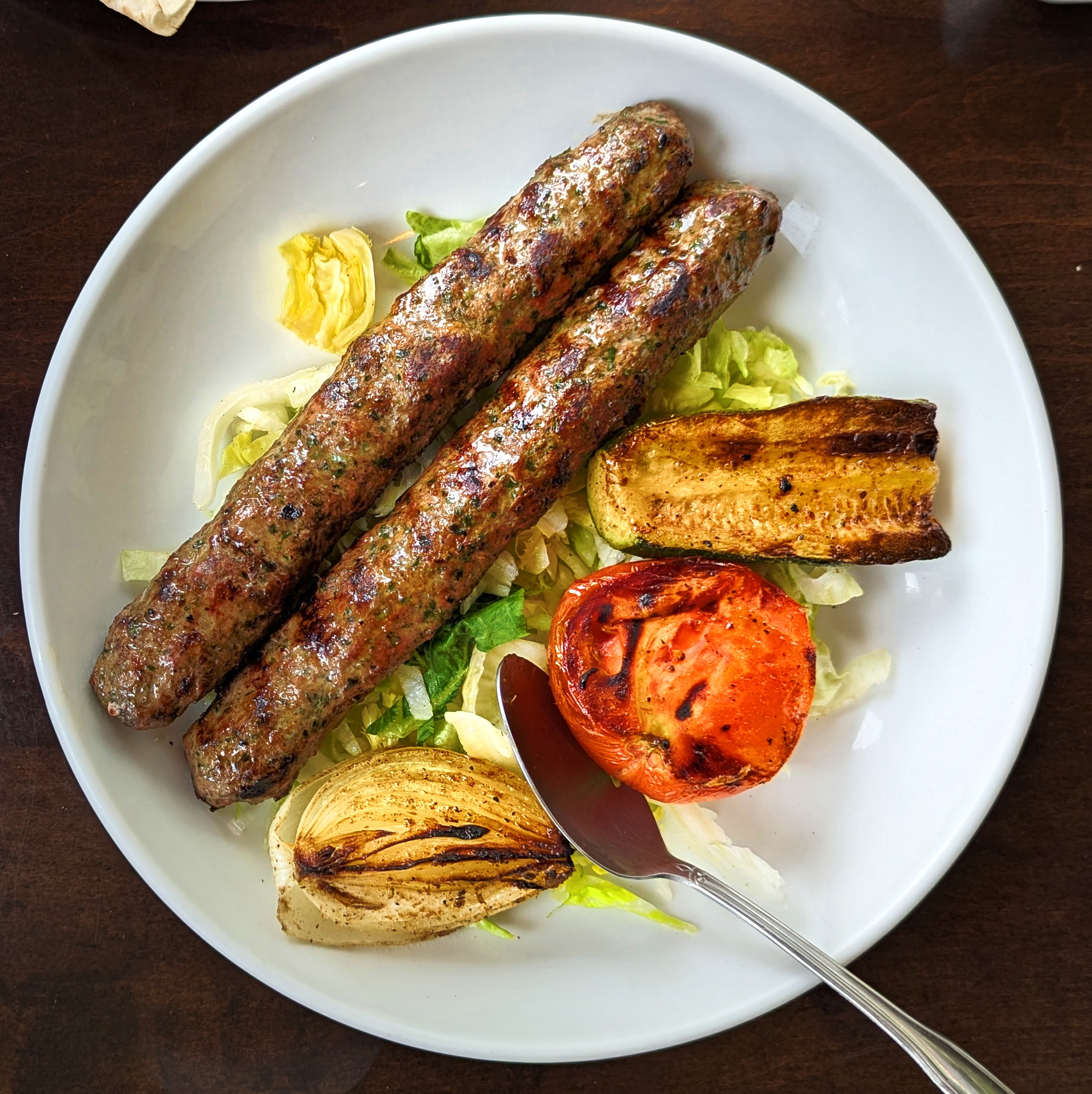

Cafta (do persa کوفته kufteh, 'triturado', 'pulverizado', através do árabe كفته kufta; em alguns dialetos,kafta ou kifta) é uma espécie de almôndega que faz  parte da culinária da maioria dos países que resultaram do colapso do Império Otomano, incluindo os países da Ásia Central e do Cáucaso, dos Balcãs, a Turquia, o Irão, do Oriente Médio e do norte da África. O nome varia de كفته, kufta ou kafta (dependendo da transliteração do árabe), köfte em turco; κεφτές, keftés ou “keftedes” em grego; “kyufta” na Arménia e “kufteh” ou “koofteh” no Irão, aparentemente todos derivados do persa kūfta, forma do verbo کوفتن, kuftan, "bater", "moer", "almôndega".
Uma receita indica uma mistura de carne moída (carneiro ou boi são as preferidas  mas, na Grécia, usa-se também a carne de porco), cebola picada, salsa ou hortelã também finamente picadas, cominho e canela moídos, pimenta-da-jamaica, sal e pimenta; deixar a mistura no fresco durante 1-2 horas para deixar que os sabores se misturem e que seja mais fácil trabalhá-la. Normalmente, fazem-se bolas, ovais ou achatadas, como as frikadeller da Dinamarca. Pode-se também dar a forma de salsichas (principalmente na Turquia) que são depois enfiadas num espeto para serem grelhadas.
Para além de grelhadas, as cafta podem ser fritas, assadas no forno ou guisadas, servidas simples, como acepipes, com arroz, ou dentro de um pão pita (também chamado de pão sírio ou pão árabe) ou outro tipo de pão, acompanhadas de tzatziki (molho de iogurte com pepino finamente cortado e temperos). Em termos de ingredientes, os gregos costumam juntar pão-ralado e vinho e os norte-africanos, sementes de gergelim; os temperos variam segundo o gosto individual ou regional.
Há muitas receitas de cafta.